# 余光倬
余光倬（1817年—？），字省來，號幼冰，江苏武進縣（今属常州市）人，清朝政治人物，進士出身。

## 生平
余光倬於道光十九年（1839年）考中己亥科舉人，道光二十七年（1847年）中式丁未科張之萬榜二甲第一百零二名進士，榜名汝侗。初授刑部主事，薦升郎中，爲人機警敏銳，判案謹慎，不輕易置人於法。
咸豐九年（1859年），戶部鈔票獄起，冬至日，戶部稿庫發生火災，文宗降旨命宗令載垣會同刑部審訊。當時鄭王端華、戶部尚書肅順結黨營私，欲借機清除異己，株連逮問者不下千人。光倬受命負責訊問，載垣等人以密奉聖旨相要挾，光倬不為所動，秉公執法，并拖延此案。辛酉政变後，載垣、端華、肅順皆死，有聖旨命刑部半月結案，光倬按期上奏，最終僅牽連商人馬錫祿問罪，其餘人都被釋放。
同治元年（1862年），原兩江總督何桂清因之前對陣太平軍時放棄常州城逃跑而最終押至京師，下獄論罪。余光倬依據《大清律》“地方大吏逃奔蹶事”，認為應以斬監候加重懲處，上奏請擬斬立決。朝中高官多為何桂清故舊，紛紛表示不應加重治罪，以求延緩其死。唯有給事中郭祥瑞等再次上疏彈劾，請求速正典刑。此事再下大學士及六部九卿翰詹科道覆議，并由刑部主稿。光倬力陳何桂清罪責之嚴重，堅持將其立斬。同治元年六月十三日，奏上，旨改斬監候，秋後處決。同年十月，朝廷最終下特旨將何桂清斬首。
光倬因此得罪何桂清舊部，接連被侍讀學士王拯、給事中博桂彈劾，雖然查無實據，但光倬也因屢被彈劾而受牽連，其京察一等、御史記名被撤銷。不久，王拯、博桂都獲罪降職，而光倬也因母喪歸里，再未復出。《光緒武進陽湖縣志》有傳。